# Prueba de Bruckner
La prueba de Bruckner o el reflejo rojo de Bruckner es una ocular básica. Debe formar parte de una exploración pediátrica rutinaria.
En una habitación semi oscura el observador mira a través del oftalmoscopio directo los ojos del paciente a una distancia de un metro. Se elige esta distancia porque podemos ver ambos ojos a la vez. Los reflejos rojos deben aparecer brillantes e iguales en ambos ojos. Si se encuentra un reflejo más brillante en un ojo puede ser que esté desviado o que tenga un error refractivo más alto. Es posible encontrar un reflejo mate en un ojo ametrópico o con opacidad de medios o problema en el fondo ocular (retina). Cualquier asimetría de este reflejo justifica una investigación más exhaustiva por un oftalmológico pediátrico si es un niño.
- Datos: Q6089392